# Мешко IV Кривоногий
Мєшко IV Кривоногий (пол. Mieszko IV Plątonogi; близько 1130 — 16 травня 1211) — Верховний князь Польський  у 1210—1211 роках, герцог Сілезії у 1163—1173 роках (як Мєшко I).

## Життєпис

### Герцог Сілезії
Походив з династії П'ясти. Син Владислава II та Агнеси Бабенберг. Про молоді роки Мешко відомо небагато. Разом з батьком 1146 року вимушений був залишити Польщу, перебратися до Німеччини — міста Альтенбург (Саксонія). Мєшко виховувався в бенедиктинських монастирях Міхаельсбергу і Бамбергу.
У 1163 році завдяки заступництву імператора Фрідріха I Барбаросси Мєшко і його брат Болеслав Високий отримали сілезький спадок. Формально брати правили разом, але фактично влада знаходилася в руках Болеслава як старшого. У 1163—1165 роках основні сілезькі міста належали Болеславу IV Кучерявому. 1165 році Мєшко з братом відвоювали їх.
Мєшко такий стан справ не влаштовував, і в 1172 році він повстав проти брата. До нього приєднався Ярослав, старший син Болеслава від першої дружини Звенислави Всеволодівни, який побоювався, що через інтриги його мачухи може бути відсунутий від спадкування. Заколот родичів виявився повною несподіванкою для Болеслава. Він втік до Ерфурта і зміг повернутися лише завдяки втручанню імператора, але був змушений розділити Сілезію на частини. Мєшко отримав Ратибор, Цешин і Козле і став іменуватися князем Ратиборським.
У 1177 році, коли брат Болеслав I Високий підняв повстання проти верховного князя Мєшко III Старого, висуваючи права на Краків та Малу Польщу згідно Статуту Болеслава Кривоустого, Мєшко Кривоногий підтримав Мєшко III, розраховуючи з його допомогою перемогти брата. Але Краків захопив Казимир II Справедливий. Мєшко Кривоногий втік до Ратибора. Незабаром зумів укласти мирний договір з Казимиром Справедливим, який надав Мєшко міста Освенцим і Битом з фортецями Міколов, Севеж, Пщина.
У 1194 році після смерті Казимира II, Мєшко Кривоногий підтримав Мєшко Старого, який знову висунув претензії на Краків. Разом з небожем Ярославом, князем Опольським, повинен був взяти участь в Мозгавській битві, але вони підійшли занадто пізно, коли Мєшко Старий вже зазнав поразки від Лешека Білого.
У 1201 році помер Ярослав Опольський, і усі його землі успадкував батько Болеслава Високий. Той помер через 9 місяців, заповівши все залишився сину Генріху Бородатому. На початку 1202 року Мєшко відбив у Генріха Опольське князівство і спробував захопити інші землі, але на боці Генріха рішуче виступила католицька церква. Генріх Бородатий при підтримці гнєзнеського архієпископа Генріха Кетлича зберіг за собою Опольське князівство, виплативши Мєшко Кривоногому грошову компенсацію у 1000 монет.
Після смерті Мєшко Старого в 1202 році знову розгорілася боротьба за Краків. У цей час папа римський Іннокентій III, спеціальною буллою від 9 червня 1210 року визнав старшинство за князем Сілезії Генріхом I Бородатим.

### Верховний князь
Мєшко Кривоногий не прибув на великий з'їзд П'ястів у Борзикові. Замість цього він зібрав військо й за підтримки князя Владислава III Тонконого зайняв Краків. Мєшко IV був володарем нетривалий час, вже у травні 1211 року він помер. Поховано в Краківському соборі. Після цього верховним князем знову став Лешек Білий.

## Родина
Дружина — Людмила (д/н — бл. 1211). Ймовірно була донькою Оти III Пржемисловича, князя Оломоуцького.
Діти:
- Казимир (1179/1180—1230), князь Опольський у 1211—1230 роках
- Людмила (д/н — після 1200)
- Агнеса (д/н — після 1200)
- Єфросинія (д/н — після 1200)
- Рикса (д/н — після 1239)